# Смерека (пам'ятка природи)
«Смерека» — ботанічна пам'ятка природи місцевого значення. Пам'ятка природи розташована на території Бородянського району Київської області, Загальцівська сільська рада, має площу 0,02 га. 
Об’єкт розташовується на території Поташнянського лісництва ДП «Тетерівське лісове господарство» – кв. 92, вид. 32 в адміністративних межах Загальцівської сільської ради Бородянському районі. Пам’ятку оголошено рішенням виконкому Київської обласної Ради народних депутатів №118 28.02.1972 р. 
Пам’ятка продставлена деревом смереки (ялини) віком близько 80 років.